# Панченков, Георгий Митрофанович
Георгий Митрофанович Па́нченков (1909—1982) — советский физико-химик, педагог, создатель теории вязкости жидкостей. Лауреат Сталинской премии второй степени.

## Биография
Родился 11 (24 апреля) 1909 года в Москве.
- 1915—1927 — Учёба во 2-й Сытинской мужской гимназии и Технико-экономической школе.
- 1927—1930 — обучение в МГУ имени М. В. Ломоносова.
- 1930—1931 — Начало педагогической и научной деятельности: Школа красной профессуры, Рабочий факультет имени М. Н. Покровского и другие организации.
- 1931—1932 — Начало работы в МНИ имени И. М. Губкина — руководитель научно-исследовательской лаборатории физической и коллоидной химии.

Доцент кафедры общей химии (1934). Кандидат химических наук (1938). Доцент кафедры неорганической, физической и коллоидной химии (1939).
- 1941 — Эвакуация с коллективом института в Уфу.
- 1942 — Возвращение в Москву. С 10 мая зачислен в штат Московского филиала МНИ в качестве заведующего кафедрой физической и коллоидной химии.
- 1941—1945 — Ведёт педагогическую и научную работу, являясь одновременно помощником Уполномоченного Государственного комитета обороны по нефтяным и топливным вопросам. Выполняет отдельные работы по оборонной тематике.

В годы Великой Отечественной войны выполнил работы по получению новых видов морозостойких синтетических каучуков для использования их в оборонных целях.
- 1943 — После возвращения института в Москву кафедра общей химии разделяется на 2 кафедры: общей и неорганической химии и физической и коллоидной химии. Заведующим кафедрой физической и коллоидной химии назначается доцент Г. М. Панченков.

Доктор химических наук (1945). Профессор кафедры физической и коллоидной химии (1945)
- 1947—1949 — Чтение курса «Химия и разделение стабильных изотопов» на химическом факультете МГУ; открытие лаборатории и специализации «Химия и разделение стабильных изотопов» на кафедре физической химии МГУ.
- 1956 — Создание в МНИ имени И. М. Губкина лаборатории по применению ионизирующих излучений большой мощности в нефтяной и газовой промышленности.
- 1960 — Создание в МИНХ и ГП специальности «Радиационная химия» при кафедре физической и коллоидной химии.
- 1961 — Выход учебного пособия для университетов и химико-технологических вузов «Химическая кинетика и катализ» (в соавторстве с проф. В. П. Лебедевым).
- 1963—1973 — Выход 2-томного учебного пособия для химических факультетов университетов «Курс физической химии» (в соавторстве). Под редакцией чл.-кор. АН СССР Я. И. Герасимова.

Автор более 920 научных опубликованных работ, включая 18 монографий, в том числе: «Теория вязкости жидкостей» (1947), «Кинетика цепных реакций»(1953), «Применение излучений и атомной энергии к процессам переработки нефти» (1960), (в соавторстве с Л. Л. Козловым и В. И. Яковлевым), «Химическая кинетика и катализ» (1961) (в соавторстве с В. П. Лебедевым), «Курс физической химии» (1966) (в соавторстве с Я. И. Герасимовым, В. П. Древинг, Е. Н. Ереминым).
Скоропостижно скончался 23 марта 1982 года в Москве. Похоронен на Даниловском кладбище.

## Награды и премии
- заслуженный деятель науки и техники РСФСР (1971)
- Сталинская премия второй степени (1952) — за исследования в области теории вязкости жидкостей, завершённые статьями, опубликованными в журналах: «Доклады Академии наук СССР» и «Журнал физической химии» (1949—1951)
- орден Ленина (1967)
- орден Октябрьской Революции (1980)
- орден Красной Звезды (1945)
- орден «Знак Почёта» (1943)
- медали
- Большая золотая медаль ВДНХ (1954) — за работу по разделению стабильных изотопов

## Научно-производственные и общественные достижения
Автор более 920 научных опубликованных работ, включая 18 монографий, в том числе:
- «Теория вязкости жидкостей» (1947)
- «Кинетика цепных реакций»(1953)
- «Применение излучений и атомной энергии к процессам переработки нефти» (1960), (в соавторстве с Л. Л. Козловым и В. И. Яковлевым)
- «Химическая кинетика и катализ» (1961) (в соавторстве с В. П. Лебедевым)
- «Курс физической химии» (1966) (в соавторстве с Я. И. Герасимовым, В. П. Древинг, Е. Н. Ереминым)

Общественные достижения
- Помощник Уполномоченного Государственного комитета обороны по нефтяным и топливным вопросам (1941—1945)
- член Международной комиссии по константам; член ряда экспертных советов Комитета по атомной энергии и Министерства высшего образования СССР, Специализированного совета по *присуждению кандидатских и докторских степеней (1954—1982)
- председатель Специализированного совета по присуждению кандидатских и докторских степеней (1974—1982)
- член ВАК (1958—1974)
- член редколлегии журнала «Нефть и газ» (1972—1982).